# Sant Ramon
Sant Ramon è un comune spagnolo di 560 abitanti situato nella comunità autonoma della Catalogna.